# SUPERG!RL
SUPERG!RL is een lied van de Grieks-Nederlandse zangeres Stefania. Het lied was de geplande Griekse inzending voor het, vanwege de coronapandemie geannuleerde, Eurovisiesongfestival 2020 in Rotterdam. Het zou uitgevoerd worden op 14 mei tijdens het eerste deel van de tweede halve finale.

## Songfestival
Zangeres Stefania Liberakakis is middels interne selectie verkozen door de Griekse omroep ERT om Griekenland met dit lied te vertegenwoordigen op het Eurovisiesongfestival 2020.
1974 · 1975 · 1976 · 1977 · 1978 · 1979 · 1980 · 1981 · 1982 · 1983 · 1984 · 1985 · 1986 · 1987 · 1988 · 1989 · 1990 · 1991 · 1992 · 1993 · 1994 · 1995 · 1996 · 1997 · 1998 · 1999-2000 · 2001 · 2002 · 2003 · 2004 · 2005 · 2006 · 2007 · 2008 · 2009 · 2010 · 2011 · 2012 · 2013 · 2014 · 2015 · 2016 · 2017 · 2018 · 2019 · 2020 · 2021 · 2022 · 2023 · 2024 · 2025
Albanië · Armenië · Australië · Azerbeidzjan · België · Bulgarije · Cyprus · Denemarken · Duitsland · Estland · Finland · Frankrijk · Georgië · Griekenland · Ierland · IJsland · Israël · Italië · Kroatië · Letland · Litouwen · Malta · Moldavië · Nederland · Noord-Macedonië · Noorwegen · Oekraïne · Oostenrijk · Polen · Portugal · Roemenië · Rusland · San Marino · Servië · Slovenië · Spanje · Tsjechië · Verenigd Koninkrijk · Wit-Rusland · Zweden · Zwitserland